# کارلایل، ساسکاچوان
کارلایل، ساسکاچوان (به انگلیسی: Carlyle, Saskatchewan) یک منطقهٔ مسکونی در کانادا است که در ساسکاچوان واقع شده‌است. کارلایل ۳٫۱۹ کیلومتر مربع مساحت و ۱٬۵۰۳ نفر جمعیت دارد.